# Vĩnh Thắng, Lệ Giang
Vĩnh Thắng (tiếng Trung: 永胜县), Hán Việt: Vĩnh Thắng huyện là một huyện thuộc Lệ Giang, tỉnh Vân Nam, Cộng hòa Nhân dân Trung Hoa. Huyện này có diện tích 5099 km2, dân số năm 2003 là 380.000 người. Chính quyền huyện đóng tại trấn Vĩnh Bắc.

## Các đơn vị hành chính

### Trấn
- Vĩnh Bắc (永北镇)
- Thuận Châu (顺州镇)
- Tam Xuyên (三川镇)
- Nhân Hòa (仁和镇)
- Trình Hải (程海镇)
- Kỳ Nạp (期纳镇)
- Đào Nguyên (涛源镇)
- Lỗ Địa Lạp (鲁地拉镇)
- Phiến Giác (片角镇)

### Cáchương
- Dương Bình Di tộc (羊坪彝族乡)
- Đại An Di tộc Nạp Tây tộc (大安彝族纳西族乡)
- Tùng Bình Lật Túc tộc Di tộc (松坪傈僳族彝族乡)
- Quang Hoa Lật Túc tộc Di tộc (光华傈僳族彝族乡)
- Lục Đức Lật Túc tộc Di tộc (六德傈僳族彝族乡)
- Đông Sơn Lật Túc tộc Di tộc (东山傈僳族彝族乡)